# Santabárbara
Santabárbara (на початку — Época) — колишній іспанський рок, поп, софт-рок і хард-рок гурт, утворений на початку 1970-х років, в Барселоні Енріком Міліаном (бас і вокал), Маріо Балагером (гітара) і Альберто Лопесом (ударні). За час свого існування отримали значний комерційний успіх в Іспанії.

## Біографія

### Початок (1970—1972)
Група була створена як тріо в кінці 1970 року. Його учасники вже мали досить музичного досвіду за спиною. Альберто Лопес був барабанщиком гурту Los Polares, який співав фрікбіт та гаражний рок в середині шістдесятих років, у той час як Енрік Міліан і Маріо Балагер виступали з Тоні Рональдом та Джорджі Данном. Саме на цьому етапі троє музикантів вирішили створити гурт самостійно і практикувати менш комерційний тип звучання, ніж той, який вони були змушені виконувати в той час, і більше відповідно до їх уподобань. Так виник гурт Época, тріо з чітким хардроковим стилем, який співав під впливом англосаксонських гуртів, таких як Deep Purple, Led Zeppelin, Grand Funk Railroad, Еліс Купер або Black Sabbath.
У 1971 році вони видали свій єдиний альбом із такою назвою з піснями «No estoy bien» та «Buscaré a otra chica». У ній в повній мірі розвивається хардроковий стиль, ставши одним з перших прикладів цього жанру в Іспанії. Хоча це мало комерційний вплив, в даний час спеціалізованими критиками Época вважається попередником іспанського важкого металу.

### Етап Софт-року. Комерційний успіх (1973—1980)
Незважаючи на невелике відлуння, яке знайшов їх перший альбом, група вирішила піти вперед, і в 1973 році вони почали співпрацю із EMI, а також змінили назву на Santabárbara. Того ж року вони видають сингл з піснею «Charly», баладою, яка стає справжнім бестселером в Іспанії. З цього моменту починається етап величезного успіху для групи, який триватиме до останніх років десятиліття.
Протягом більшої частини своєї кар'єри тріо дискутувало стилістично між двома майже протилежними тенденціями. З одного боку, мелодійний м'який рок, чітко попсовий, з їхніх балад, що зазвичай розмішувався на стороні А, та знову і знову виводив їх на перше місце у списках продажів. А з іншого — хардрок, який розміщувався на Стороні B, а також в альбомі, який вони опублікували в 1974 році під назвою «No dejes de soña».
Ця подвійність та амбівалентність зробила їх сьогодні порівняно маловідомою групою для спеціалізованих критиків (які, як правило, пам'ятають їх як комерційну та баладну групу, ніж як представників першого іспанського хардроку). У будь-якому випадку, їх мелодійні балади продовжували отримувати прихильність громадськості впродовж десятиліття; і вони зрештою змусили групу все більше і більше зміщатись (особливо з 1976 року) у бік більш м'якого та естрадного стилю.
У 1977 році помер ударник, Альберто Лопес і гурт продовжив існування як дует, все більше і більше рухаючись до софт-року. Вони ще здобули визнання із такими хітами, як «Regreso junto a ti» або «Caroline». І навіть випустили другий альбом в 1979 році, під назвою «Regreso», в якому хардроковий стиль знак повністю.
Внаслідок смерті гітариста Маріо Балагера в Пальма-де-Майорці в 1980 році, лідер та вокаліст гурту Енріка Міліан залишився єдиним учасником, який залишився в живих, через що гурт припинив своє існування.

## Дискографія

### Сингли
- (como «Época»): «No estoy bien / Buscaré otra chica» (Ariola, 1971).
- «Charly / San José» (EMI, 1973).
- «Recuerdo de mi niñez / Rock and roll» (EMI, 1973).
- «Adiós amigo / Colores» (EMI, 1974).
- «Chiquilla / Baja de tu nube» (EMI, 1974).
- «Ponte una cinta en el pelo / Brillará un nuevo sol» (EMI, 1975).
- «Cariño mío / En silencio» (EMI, 1975).
- «¿Dónde están tus ojos negros? / Ven conmigo» (EMI, 1976).
- «Dama triste / Paz» (EMI, 1977).
- «Adiós amor / Cantando» (EMI, 1978).
- «Regreso junto a ti / Las Ramblas» (RCA, 1979).
- «Abrázame / Atrapado» (RCA, 1979).
- «Caroline / Mirando al sol» (RCA, 1980).

### Альбоми
- «No dejes de soñar» — (EMI, 1974).
- «Regreso» — (RCA, 1979).